# Kovanica
Kovanica (cyr. Кованица) – wieś w Serbii, w okręgu pomorawskim, w gminie Ćuprija. W 2011 roku liczyła 142 mieszkańców.